# Người Bai (Nam Sudan)
Người Bai là một dân tộc có dân số khoảng vài nghìn người, nói tiếng Bai ở Nam Sudan. Tiếng Bai là một ngôn ngữ Niger – Congo. Người Bai chủ yếu sinh sống ở bang Tây Bahr el Ghazal của Nam Sudan.